# Littorina littorea
Bigorneau
Espèce
Le Bigorneau vrai (Littorina littorea) est une espèce de mollusques gastéropodes marins à coquille spiralée du genre Littorina.

## Dénominations
Le Bigorneau vrai est aussi connu sous les dénominations francophones suivantes : bigorneau commun, bigorneau gris, bourgot, littorine, vignot (sur le littoral de la Manche), guignette (sur le littoral compris entre la Loire et la Gironde), bulot dans le Var, bigorneau anglais (au Canada où il a été introduit) ainsi que bigorne, brigaud, farin et berlingaou en Bretagne... En anglais il se nomme Periwinkle. 

## Description
Le Bigorneau vrai a le corps mou et une coquille en spirale, conique et pointue. Il rampe sur son pied en broutant des bouts d'algues, en particulier d'algues vertes comme des ulves, dont la laitue de mer (Ulva lactuca). Le Bigorneau vrai est un gastéropode rugueux au toucher dont la couleur est variable. À 5 ans il peut mesurer 27 mm.

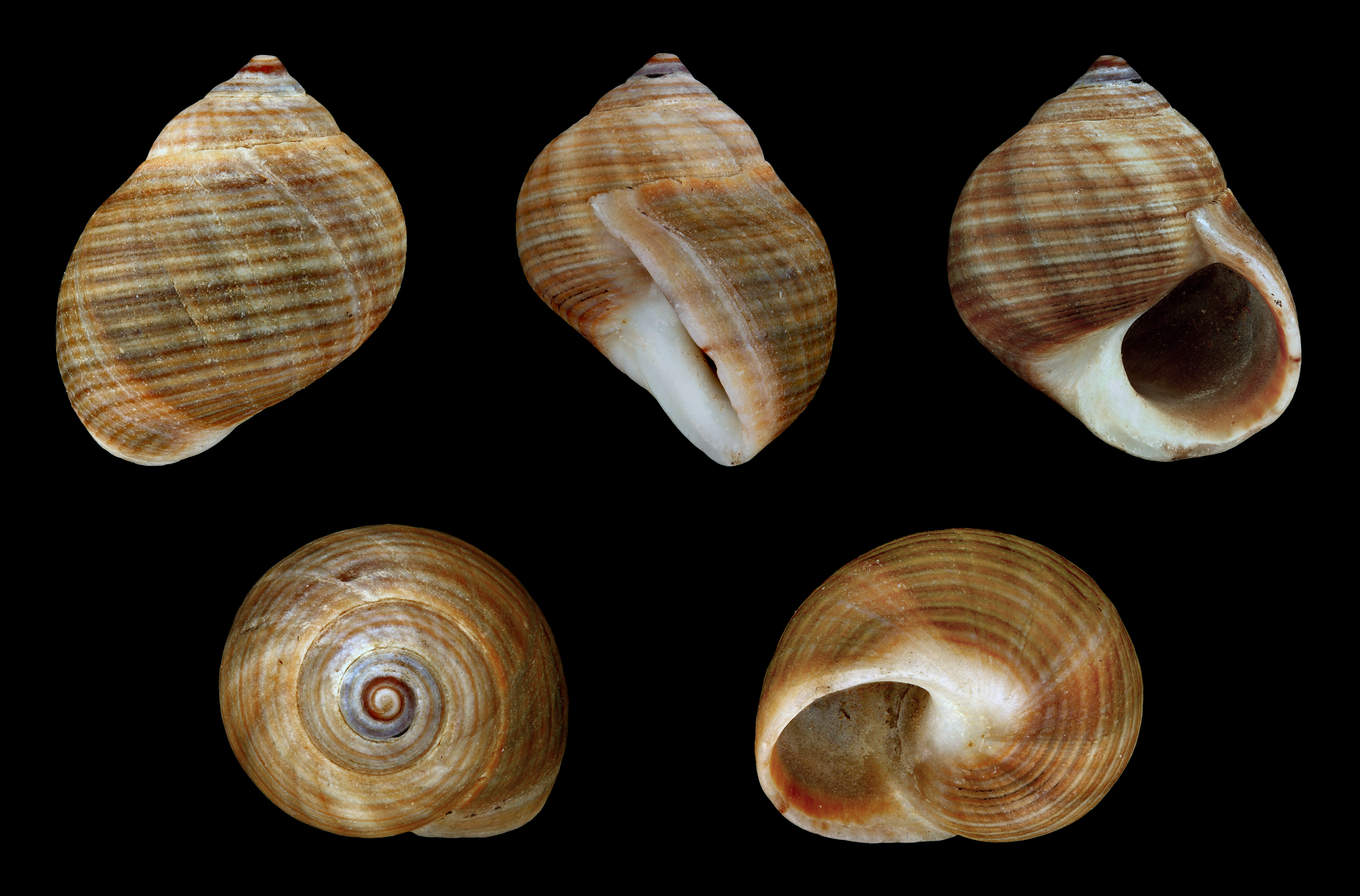
Coquilles de bigorneaux.
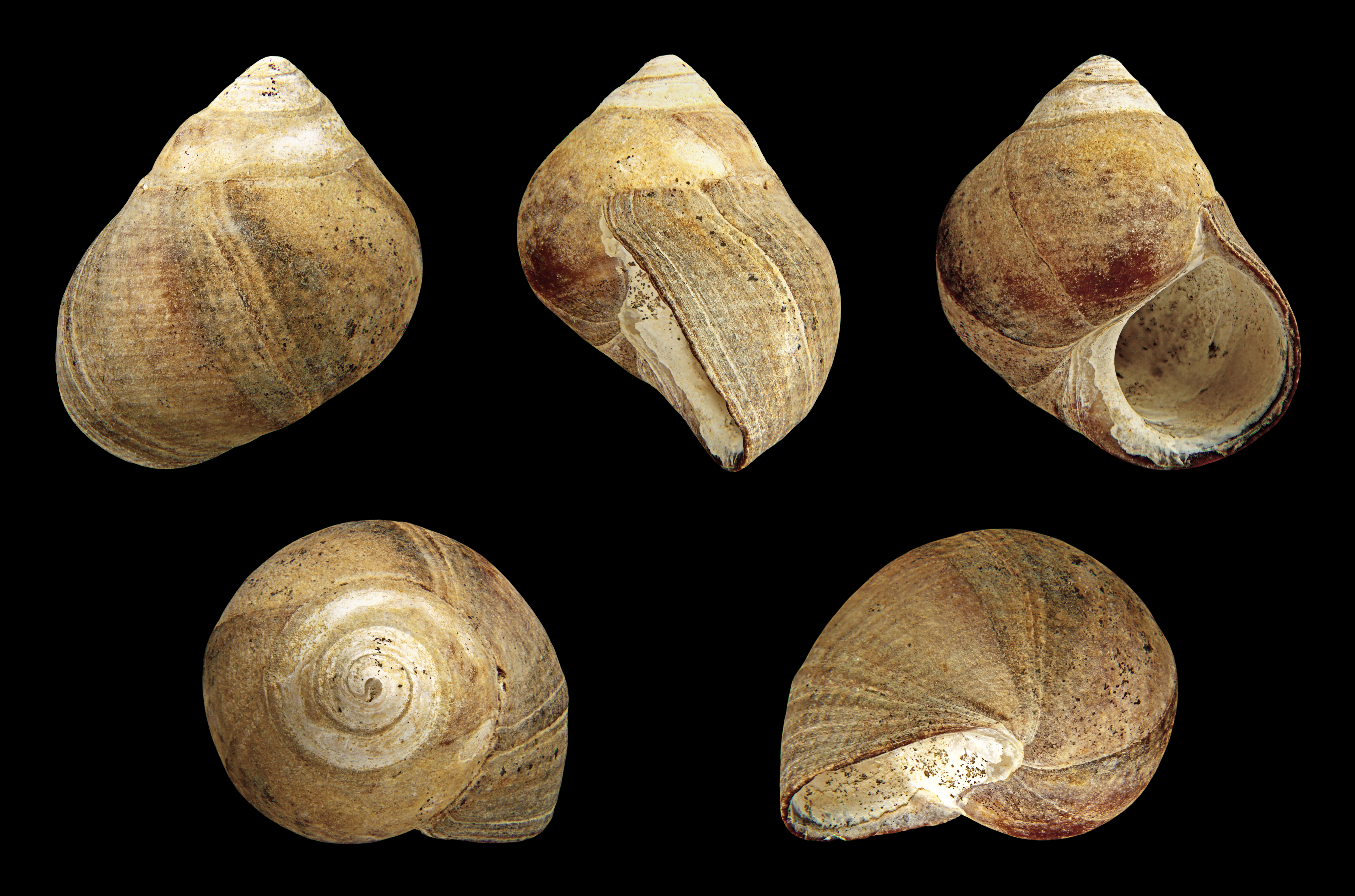
Formes fossiles.
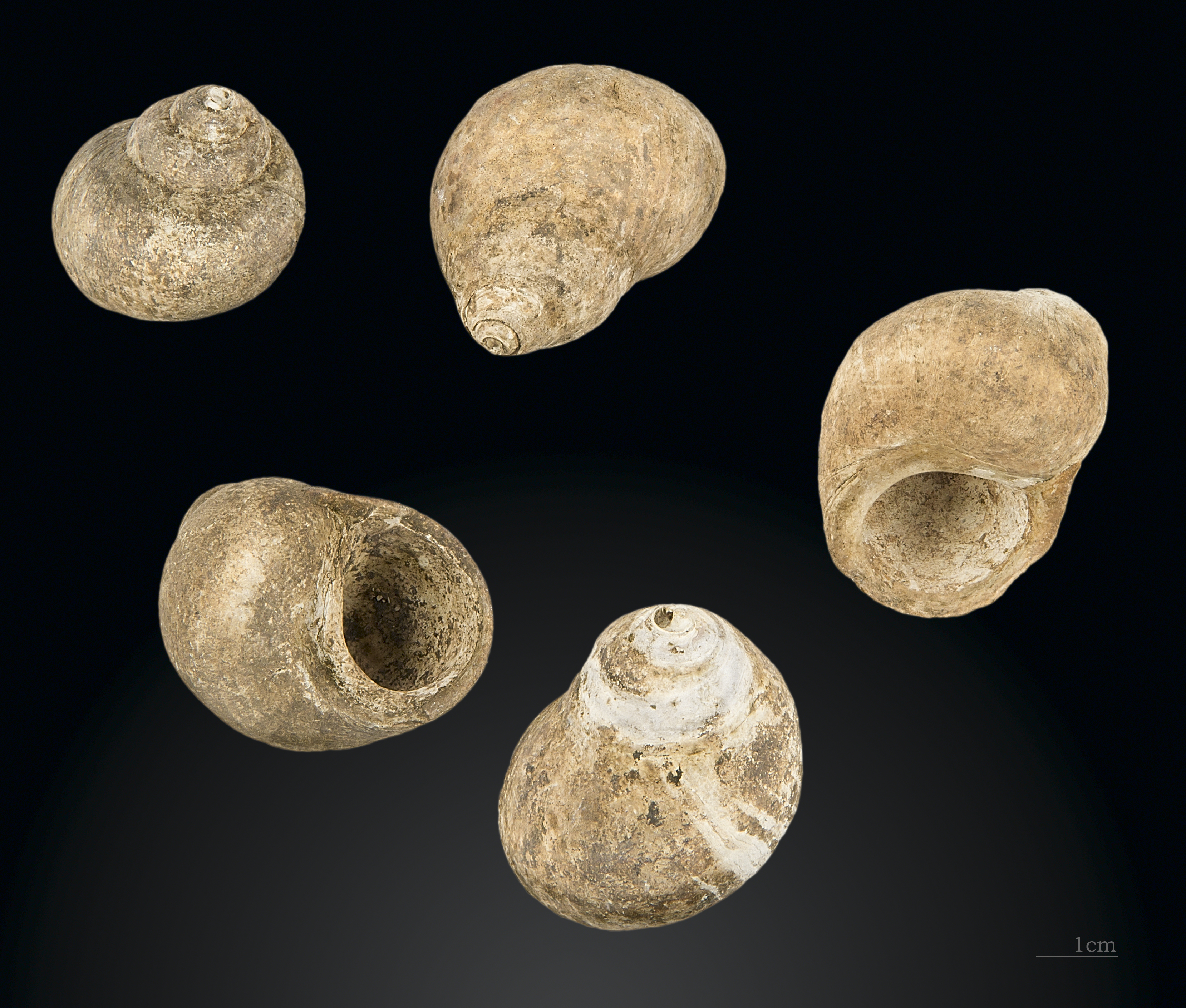
Bigorneaux, Altamira, Magdalénien (Muséum de Toulouse).

## Alimentation
C'est un brouteur herbivore, il se nourrit d'algues vertes (ulves et entéromorphes) et de diatomées. Il se déplace en rampant sur son pied.

## Reproduction
Cette espèce est gonochorique (mâle et femelle séparés). La maturité sexuelle est atteinte après environ 2 ans (taille de 12 à 14 mm). En période de reproduction (toute l'année mais principalement au printemps) les individus tendent à migrer vers le haut de l'estran pour former des rassemblements parfois denses (jusqu'à plusieurs centaines d'individus par m²). 
Après accouplement et fécondation interne, la femelle libère dans l'eau des groupes de 1  à   5 œufs protégés dans une capsule gélatineuse d'environ 1 mm. Ces capsules flottent et se dispersent durant environ une semaine puis après un stade planctonique (4  à   6 semaines) la larve se métamorphose et l'animal devient benthique (0,5 mm à ce stade).

## Croissance
Le bigorneau mesure environ 5 mm à un mois, de 13  à   16 mm à un an et demi et 22 mm en moyenne à deux ans et demi et 27 mm à cinq ans. Une femelle adulte de plus de 24 mm pondra jusqu’à dix fois plus d’œufs qu’une jeune femelle tout juste mature de 12  à   14 mm.

## Utilisation
- Des restes de repas attestent de leur utilisation dès le Magdalénien inférieur cantabrique  (15 000 ans Avant le Présent) dans la grotte d'Altamira en Espagne.
- Les bigorneaux sont consommés cuits, souvent à l'apéritif. Ils sont retirés de leur coquille à l'aide d'une épingle. Les cuire dans une eau salée et éventuellement abondamment poivrée. Le bigorneau, avec le buccin, est sans doute la source la plus importante de magnésium parmi les aliments courants (400 mg/100 g).

## Habitat et répartition
C'est une espèce littorale, même si on la retrouve parfois jusqu'à 60 m de profondeur. Ce mollusque vit sur toutes les côtes européennes et nord-atlantiques tempérées : Méditerranée, Atlantique, Manche et mer du Nord, Atlantique Nord-Ouest.